# Варніно (Кошалінський повіт)
Варніно (пол. Warnino, нім. Warnin) — село в Польщі, у гміні Бесекеж Кошалінського повіту Західнопоморського воєводства.
Населення — 448 осіб (2011).

## Демографія
Демографічна структура станом на 31 березня 2011 року:
|          | Загалом | Допрацездатний вік | Працездатний вік | Постпрацездатний вік |
| -------- | ------- | ------------------ | ---------------- | -------------------- |
| Чоловіки | 224     | 45                 | 165              | 14                   |
| Жінки    | 224     | 51                 | 131              | 42                   |
| Разом    | 448     | 96                 | 296              | 56                   |